# Highball (bicchiere)

Un bicchiere di tipo highball

L'highball è un bicchiere a forma cilindrica di tipo tumbler di capacità variabile tra 240 e 350 millilitri, utilizzato per servire cocktail miscelati o Highball, tra cui i famosi Cuba Libre e Gin Tonic. Il bicchiere highball è più alto dell'Old fashioned ma più basso e più largo del Collins.